# 胡助
胡助（1278年—1355年），字履信，一字古愚，号纯白道人。婺州东阳（今屬浙江）人。
至元十五年（1278年）出生。早年好讀書，詩文为虞集、貢奎、揭傒斯等推崇，三十歲以後被舉茂才，擔任教官，真除建康路學錄，轉調美化書院山長。入京任翰林編修。至正五年（1345年）以太常博士致仕。至正十五年（1355年）去世。生前遗言勿請人撰其墓志，並自著《纯白先生自传》。有《纯白斋类稿》30卷。